# Церковь в Кассоне
«Церковь в Кассоне» (нем. Kirche in Cassone, также «Пейзаж с кипарисами» нем. Landschaft mit Zypressen) — пейзаж австрийского художника Густава Климта.
Пейзаж с необычной для художника композицией был написан летом 1913 года, когда Климт вместе с семьёй Флёге отдыхал в Тремозине на озере Гарда. Во время этой итальянской поездки появились также пейзажи «Мальчезине на озере Гарда» и «Итальянский садовый пейзаж». При подготовке к работе над пейзажем Климт вероятно пользовался подзорной трубой, чтобы подобрать архитектуру и ландшафт в Мальчезине на другом берегу озера. Серо-голубые каменные домики и церковь над деревней Кассоне напоминают детские кубики, по мнению климтоведа Т. Наттера, Климт в этой картине приближается к структурированным конструкциям Поля Сезанна или ранним кубистским произведениям Пабло Пикассо или Жоржа Брака.
«Церковь в Кассоне» и «Мальчезине на озере Гарда» у Климта приобрёл промышленник и меценат Виктор Цукеркандль. После его смерти и смерти его супруги Паулы в 1927 году «Церковь в Кассоне» и «Литцльберг на Аттерзе» перешли по наследству сестре Цукеркандля Амалии и хранились в Пуркерсдорфском санатории. После аншлюса Австрии и ариизации санатория место нахождения «Церковь в Кассоне» долгое время считался утраченным. В 1962 году пейзаж «Церковь в Кассоне» обнаружился на художественной выставке в Граце. С 1990-х годов розыском семейных ценностей занимался внук Амалии Редлих Георг Йориш. В 2003 году, когда о пятнах в провенансе пейзажа уже было известно, «Церковь в Кассоне» экспонировалась в галерее Бельведер. Переговоры с владельцем в течение года вёл адвокат Альфред Нолль. Наконец в 2009 году владелец пейзажа из Граца принял решение о его добровольной частной реституции. В феврале 2010 года пейзаж «Церковь в Кассоне» был продан на торгах в аукционном доме «Сотбис» в Лондоне за 30,72 млн евро. Новый собственник пейзажа остался неизвестным. Вырученные средства поделили между собой прежний владелец из Граца и Георг Йориш. 81-летний Йориш видел пейзаж последний раз ребёнком в 1939 году, он называл картину с тёмно-зелёными кипарисами в Пуркерсдорфском санатории «шпинатным пейзажем».